# Martin W. Frederiksen
Martin W. Frederiksen (* 15. September 1930 in Kota Pinang, Sumatra; † 14. Juli 1980 in Oxford) war ein britischer Althistoriker australischer Herkunft.

## Leben und Werk
Martin W. Frederiksen, der Sohn des australischen Landwirts Sofus Frederiksen, wurde in der Kleinstadt Kota Pinang auf der Insel Sumatra (damals zu Niederländisch-Indien) geboren und wuchs in Canberra auf. Er studierte Geschichte an der Universität Sydney (1947–1952) und nach dem Bachelor (1952) am Balliol College der University of Oxford, wo er 1954 zum Craven Fellow ernannt wurde und im selben Jahr den Ancient History Prize erhielt. Anschließend hielt er sich von 1954 bis 1956 an der British School at Rome auf. Von 1956 bis 1959 war er P. S. Allen Junior Research Fellow am Corpus Christi College in Oxford, wo er 1958 den Mastergrad erlangte.
Ab 1959 war Frederiksen Fellow des Worcester College und Dozent (University Lecturer) für Alte Geschichte in Oxford. Daneben hielt er den Kontakt zur British School at Rome aufrecht: Von 1962 bis 1966 und von 1972 bis 1976 war er dort Gastdozent, von 1972 bis 1977 Mitglied des Bibliothekskomitees und von 1979 bis zu seinem frühen Tod Vorsitzender des Publikationskomitees. Er starb bei einem Autounfall.
Frederiksen beschäftigte sich im Zuge seiner vielen Aufenthalte in Italien vor allem mit den italischen Völkern der Antike. Er veröffentlichte zahlreiche Rezensionen und Anzeigen von Publikationen anderer, in denen er seine eigenen Forschungsergebnisse präsentierte. Er verfasste außerdem einen umfangreichen Artikel über die Stadt Puteoli für Paulys Realencyclopädie der classischen Altertumswissenschaft (RE) und ein Buch über Kampanien, das erst nach seinem Tod von Nicholas Purcell in überarbeiteter Form veröffentlicht wurde (1984). Darüber hinaus war er von 1969 bis 1974 Herausgeber des Journal of Roman Studies und Mitherausgeber der zweiten Auflage der Cambridge Ancient History.

## Schriften (Auswahl)
- Campania. London 1984 (postum herausgegeben von Nicholas Purcell)